# وزارة المالية (الكويت)
وزارة المالية الكويتية  هي الوزارة التي يناط بها الإدارة العامة التنفيذية لشؤون المالية العامة في دولة الكويت بالمعنى الشامل.
تتولى الإشراف على
- الخزانة العامة
- أملاك الدولة (العامة والخاصة)
- مجالات التعاون الاقتصادي الدولي
- الاستثمار النقدي
- مشاريع الصفقات التعويضية
- الخدمات العامة للضيافة العامة
- إسكان موظفي الدولة
- خدمات النظم المالية المتكاملة
- نظم التخزين والشراء العامة
- إعداد مشروع الميزانيات العامة
- إعداد الحسابات الختامية للدولة ووضع قواعد تنفيذها ومتابعتها الرقابية
- الإشراف على إيرادات الدولة بما فيها الضريبة والطوابع المالية ومصروفاتها

لمراجعة مهام وزارة المالية بالإمكان الاطلاع على مرسوم في شأن وزارة المالية لعام 1986 و المرسوم بالقانون رقم 31 لسنة 1978 ورقم 105 لسنة 1980.

## الجهات التابعة
- الهيئة العامة للاستثمار.
- بنك الكويت المركزي

## نبذة تاريخية

### 1938: إدارة المالية
انشأت وفق قانون الصلاحيات الأساسية الصادر في 2 يوليو 1938 لأجل تحقيق المصلحة العامة وكانت بإشراف المجلس التشريعي لتنظيم الميزانية العامة والإنفاق العام في تاريخ 2/7/1938.

### 1960: دائرة المالية والاقتصاد
تغير المسمى بموجب المرسوم الأميري رقم -6- لسنة 1960 ليتناسب مع تطوير الاختصاصات الطبيعي لتشمل جميـع الأمـور المالية والاقتصادية بمفهومها العـام.

### 1962: وزارة المالية والاقتصاد
في عام 1962 صدر القانون رقم -1- بالنظام الأساسي للحكم في فترة الانتقال، الذي غير تنظيم الدوائر الحكومية لأول مرة في الجهاز الإداري لدولة الكويت إلى هيكل تنظيم الوزارات برئاسة رئيس الوزراء، لتتولى كافة الاختصاصات المالية والاقتصادية، وكذلك الأعمال التي تتولاها وزارة الإسكان فيما عدا توزيع بيوت ذوي الدخل المحدود.

### 1963: وزارة المالية والصناعة
بتاريخ 28-1-1963 صدر مرسوم أميري لتسمية وزارة المالية والصناعة وضم وزارة الجمارك والموانئ إليها.

### 1965: وزارة المالية والنفط
تعدل اسم وزارة المالية والصناعة إلى وزارة المالية والنفط، وتم إلحاق إدارة الشؤون الصناعية التابعة لوزارة المالية إلى وزارة التجارة بموجب المرسوم الصادر في 5-12-1965.

### 1975: وزارة المالية
بموجب مرسوم بتشكيل الوزارة الصادر في 9-2-1975 ،سميت وزارة المالية وتشكلت وزارة مستقلة للنفط. في عام 1985 تم إنشاء هيئة عامة مستقلة تسمى الهيئة العامة للاستثمار تلحق بوزارة المالية بموجب القانون رقم 47 لسنة 1982.

### 1985: وزارة المالية والاقتصاد
في عام 1985 استبدل مسمى وزارة المالية بوزارة المالية والاقتصاد، بموجب المرسوم الصادر في 17-3-1985، وضمت إليها اختصاصات النشاطات التجارية والاقتصادية وتوفير احتياجات الدولة من السلع والمواد.

### 1986: وزارة المالية
تعدل المسمى إلى وزارة المالية بموجب مرسوم تشكيل الوزارة الصادر في 17-2-1986. ثم أتى المرسوم في شأن وزارة المالية الصادر في 12-8-1986 بإلغاء المرسوم الصادر في 11-3-1985 بشأن وزارة المالية والاقتصاد الذي ضم اختصاص النشاطات التجاريـة، ومــن ثــم أورد المرسوم الأحكام المحددة لاختصاصات الوزارة المعمول بها حاليا دون أي تغيير حتى الآن.

### الوزراء الذين تعاقبوا على وزارة المالية
| السيد مشعل خضير المشعان           | رئيس دائرة المالية والاقتصاد                                                                | 1937 - 1939                     |  | عينه المجلس التشريعي أول رئيس لدائرة المالية |  |  |  |  |
| الشيخ عبد الله السالم الصباح      | رئيس دائرة المالية والاقتصاد                                                                | 1939 - 1940 1950 - 1959         |  | تسلم رئاسة الدائرة إلى جانب تسلمه مقاليد الحكم بالبلاد، واستمر محتفظاً برئاسة المالية حتى عام (1959) |  |  |  |  |
| الشيخ أحمد الجابر الصباح          | رئيس دائرة المالية والاقتصاد                                                                | 1940-1950                       |  | ادار رئاسة الدائرة إلى جانب ادارته لمقاليد الحكم بالبلاد |  |  |  |  |
| الشيخ جابر الأحمد الجابر الصباح   | رئيس دائرة المالية والاقتصاد ثم وزير وزارة المالية والاقتصاد ثم وزير وزارة المالية والصناعة | 1965-1959                       |  | رئيس لدائرة المالية، ثم وزيراً لها في أول تشكيل وزراي بعد الاستقلال واحتفظ بحقيبة الوزارة تحت اسم (وزارة المالية والصناعة) في التشكيل الوزاري الثاني. واستمر سموه وزيراً لهذه الوزارة بالتشكيل الوزاري الثالث (1964م) وكذلك بالتشكيل الوزاري الرابع (1965م) حيث كان سموه وزيراً للمالية والصناعة والتجارة في التشكيل الوزاري الخامس 4 ديسمبر 1965م. |  |  |  |  |
| الشيخ صباح الأحمد الجابر الصباح   | وزير وزارة المالية والنفط                                                                   | 1967-1965                       |  | أسندت له وزارة المالية والنفط بالوكالة إلى جانب وزارة الخارجية |  |  |  |  |
| السيد عبد الرحمن سالم العتيقي     | وزارة المالية والنفط ثم وزير وزارة المالية                                                  | 1981-1967                       |  | وزيراً للمالية منذ التشكيل الوزاري السادس (4 فبراير 1967م) حتى التشكيل الوزراي العاشر 16 فبراير 1978م |  |  |  |  |
| السيد عبد اللطيف يوسف الحمد       | وزير وزارة المالية                                                                          | 1983-1981                       |  | استقال في 14 سبتمبر 1983م |  |  |  |  |
| الشيخ علي الخليفة العذبي الصباح   | وزير وزارة المالية                                                                          | 1985-1983 1990-1991             |  | وزيراً للمالية والنفط منذ استقالة عبد اللطيف الحمد وحتى التشكيل الوزاري الثاني عشر 3 مارس 1985م. |  |  |  |  |
| السيد جاسم محمد الخرافي           | وزير وزارة المالية                                                                          | 1985-1990                       |  | وزيراً للمالية منذ 1985م وحتى 20/6/1990م |  |  |  |  |
| السيد ناصر عبد الله الروضان       | وزير وزارة المالية                                                                          | 1998-1991                       |  | أصبح وزيراً للمالية بتاريخ 20/4/1991م |  |  |  |  |
| الشيخ د.علي سالم العلي الصباح     | وزير وزارة المالية                                                                          | 1999-1998                       |  | أصبح وزيراً للمالية بتاريخ 22/3/1998م |  |  |  |  |
| الشيخ أحمد عبد الله الأحمد الصباح | وزير وزارة المالية                                                                          | 2001-1999                       |  | أصبح وزيراً للمالية بتاريخ 13/7/1999م |  |  |  |  |
| د. يوسف حمد الإبراهيم             | وزير وزارة المالية                                                                          | 2003-2001                       |  | أصبح وزيراً للمالية بتاريخ 14/2/2001م. |  |  |  |  |
| الشيخ د. محمد صباح السالم الصباح  | وزير وزارة المالية                                                                          | 2003-2003                       |  | أصبح وزيراً بتاريخ 25/1/2003م |  |  |  |  |
| السيد محمود عبد الخالق النوري     | وزير وزارة المالية                                                                          | 2005-2003                       |  | أصبح وزيراً بتاريخ 14/7/2003م |  |  |  |  |
| السيد بدر مشاري الحميضي           | وزير وزارة المالية                                                                          | 2007-2005                       |  | أصبح وزيراً بتاريخ 4/4/2005م |  |  |  |  |
| السيد مصطفى جاسم الشمالي          | وزير وزارة المالية                                                                          | 2012-2007                       |  | نائب رئيس مجلس الوزراء ووزير المالية بتاريخ 28/10/2007م |  |  |  |  |
| د.نايف فلاح الحجرف                | وزير وزارة المالية                                                                          | من مايو إلى ديسمبر 2012         |  | وزير المالية بتاريخ 19/7/2012م |  |  |  |  |
| الشيخ سالم عبد العزيز سعود الصباح | وزير وزارة المالية                                                                          | 2013 - 2014                     |  | نائب رئيس مجلس الوزراء ووزير المالية بتاريخ 28/10/2007م |  |  |  |  |
| السيد/أنس خالد الصالح             | وزير وزارة المالية                                                                          | 2014 - 2017                     |  | وزير المالية بتاريخ 7/1/2014م. |  |  |  |  |
| د.نايف فلاح الحجرف                | وزير وزارة المالية                                                                          | يوليو 2017 - نوفمبر 2019        |  | |  |  |  |  |
| مريم العقيل                       | وزيرة وزارة المالية (بالوكالة)                                                              | ديسمبر 2019 - فبراير 2020       |  | |  |  |  |  |
| براك علي براك الشيتان             | وزير وزارة المالية                                                                          | 2020 - 14 ديسمبر 2020           |  | وزير المالية بتاريخ 16 فبراير 2020 |  |  |  |  |
| خليفة مساعد حمادة                 | وزير وزارة المالية                                                                          | 14 ديسمبر 2020 - 28 ديسمبر 2021 |  | |  |  |  |  |
| عبد الوهاب الرشيد                 | وزير المالية                                                                                | 28 ديسمبر 2021                  |  | |  |  |  |  |
| مناف عبد العزيز الهاجري           | وزير المالية                                                                                | 9 ابريل 2023 - 11 يوليو 2023    |  | |  |  |  |  |
| فهد الجار الله                    | وزير المالية                                                                                | 9 سبتمبر 2023                   |  | |  |  |  |  |
| د. أنور علي المضف                 | وزير المالية                                                                                | 17 يناير 2024 - 25 أغسطس 2024   |  | |  |  |  |  |
| نورة الفصام                       | وزير المالية                                                                                | 25 أغسطس 2024 - حتي الان        |  | |  |  |  |  |